# Hédi Kaddour

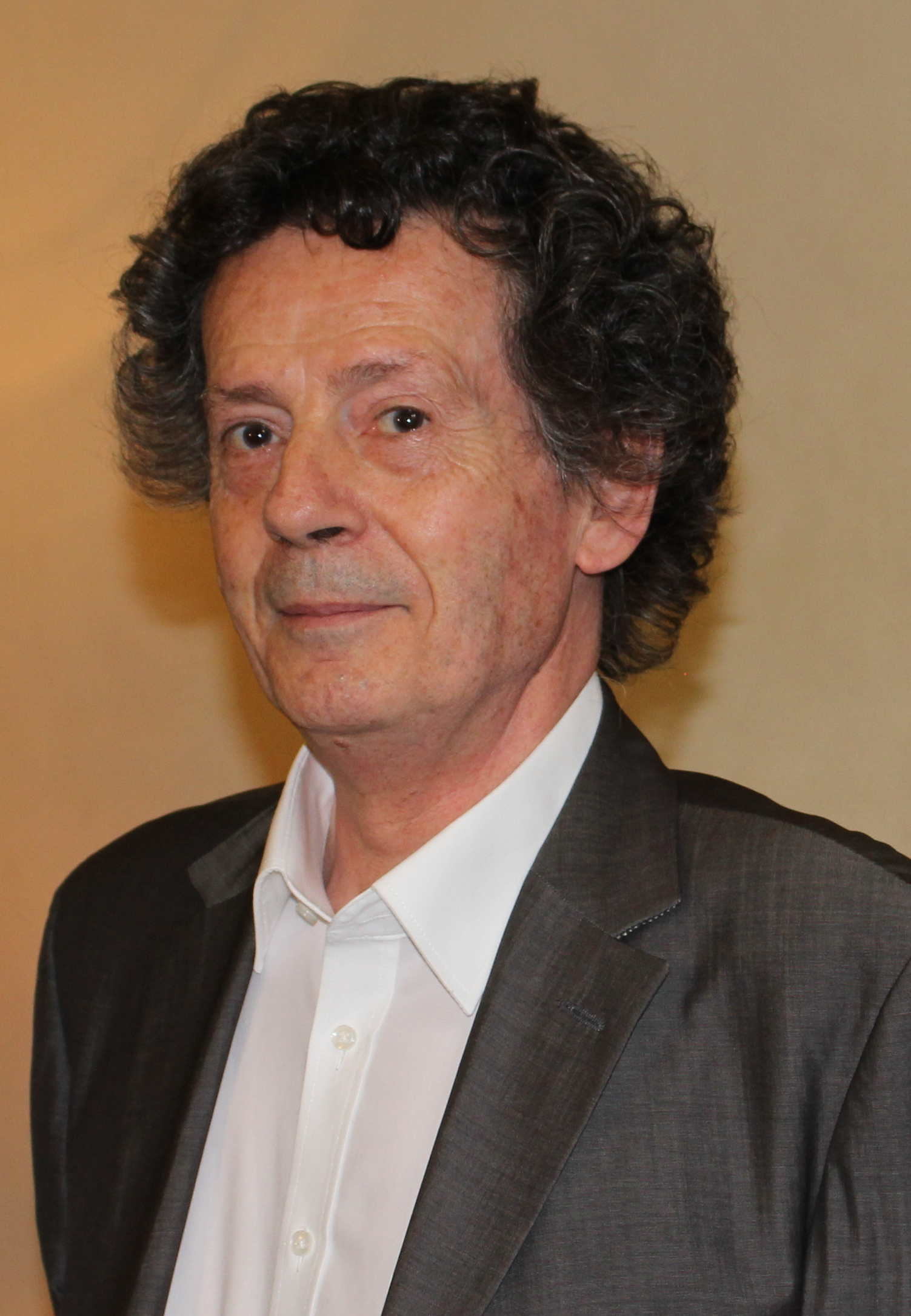
Hédi Kaddour, 2015

Hédi Kaddour (Túnez, 1 de julio de 1945) es un escritor franco.tunecino. Redactor jefe de la revista Po&sie.

## Biografía
De madre francesa y padre tunecino, se agregó como profesor de letras modernas y más tarde trabajó como traductor de inglés, alemán y árabe. Hasta 2006, enseñó en la Escuela Normal Superior de Lyon. 
Entre otros premios, obtuvo en 2015 el Gran Premio de Novela de la Academia Francesa

## Obras seleccionadas

### Novela
- Waltenberg, 2005
- Savoir-vivre, 2010
- Les Prépondérants, 2015

### Poesía
- Le Chardon mauve, 1987
- La fin des vendanges, 1989
- La chaise vide, 1992
- Jamais une ombre simple, 1994
- Aborder la poésie, 1997
- L'Émotion impossible. 1998
- Passage au Luxembourg, 2000